# Holger Bech Nielsen

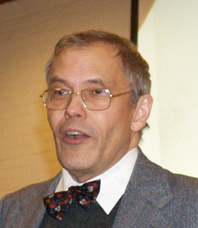
Holger Bech Nielsen

Holger Bech Nielsen (* 25. August 1941 in Kopenhagen) ist ein dänischer theoretischer Physiker und hatte von 1990 bis 2012 den Lehrstuhl für Hochenergiephysik am Niels-Bohr-Institut der Universität Kopenhagen inne. Nielsen ist in Dänemark wegen seiner öffentlichen Vorträge und TV-Beiträge bekannt und für seine originellen, manchmal spekulativen Ideen zur Teilchenphysik.

## Leben
Nielsen studierte ab 1961 in Kopenhagen Physik und promovierte 1968 am Niels-Bohr-Institut über „Einige Konsequenzen aus der Selbstkonsistenz des Quarkmodells“. 1969 bis 1971 war er Fellow des Nordita in Kopenhagen und 1971/72 Gastwissenschaftler am CERN (erneut 1999/2000). 1973 bis 1985 war er Dozent am Niels-Bohr-Institut, anschließend wurde er dort Research-Professor, ab 1990 ordentlicher Professor für Hochenergiephysik.
Verschiedene theoretische Konzepte sind nach ihm benannt. Mit Poul Olesen führte er 1973 den Nielsen-Olesen-Vertex und Nielsen-Olesen Wirbel im Rahmen der frühen Stringtheorie ein. und mit Koba 1974 Koba-Nielsen-Variable und KNO-Scaling (Koba-Nielsen-Olesen-Scaling). Das Nielsen-Ninomiya-Theorem erklärt, warum es so schwierig ist, (chirale) Fermionen auf dem Gitter darzustellen. Entweder hat man Fermionen-Verdopplungen oder gebrochene chirale Symmetrie (also keine Fermionen mit kleiner Masse nahe Null, wie Neutrinos). Froggatt und Nielsen diskutieren spontan gebrochene Familien-Symmetrie zur Erklärung der Massen-Hierarchie in den drei Fermion-Familien (Froggatt-Nielsen-Mechanismus).
Der FNNS-Mechanism (Foerster-Nielsen-Ninomiya-Shenker-Mechanismus) beschreibt die Entstehung exakter Eichsymmetrie auf großen Skalen aus nur angenäherter Symmetrie auf lokaler Ebene. Nielsen verfolgt seit längerer Zeit ein Programm, fundamentale Naturgesetze aus einer zufälligen Dynamik (random dynamics) auf lokaler Ebene zu erklären.
Ken Jonson nannte ein Konzept von Nielsen u. a. im Chiralen Bag-Modell das „Cheshire Cat Principle“ (CCP), nach dem Verschwinden des Lächelns mit der Cheshire-Katze selbst in Lewis Carrolls „Alice im Wunderland“. Eine fundamentale Theorie mit Fermionen „verschwindet“ in der Niedrigenergie-QCD in einer effektiven Mesonen-Theorie. Die eine Theorie wird für die Beschreibung des Nukleons im Bag benutzt (Quarks, Gluonen), die andere außerhalb. Am Rand des Bags werden Parameter beider Theorien angepasst. Das CCP sagt, dass die Physik des Modells vom genauen Wert des Radius unabhängig ist.
Er ist Mitglied der Dänischen Akademie der Wissenschaften und der Norwegischen Akademie der Wissenschaften. 2001 erhielt er den deutschen Humboldt-Forschungspreis.